# Can Jordà (Collsuspina)
Can Jordà és una masia a poc menys d'un km a l'est del poble de Collsuspina (al Moianès). Aquesta masia actualment masoveria del Garet sembla que ja fou concebuda com a tal, ja que sembla fou construïda per Anton Garet l'any 1826 si bé ja anteriorment devia ser una petita edificació. Posteriorment és citada en el Nomenclàtor de l'any 1860 de la província de Barcelona.
Es tracta d'un edifici civil de petites dimensions coberts amb teulada a dues vessants amb desaigua a les façanes laterals i amb forma totalment regular. L'entrada rectangular té inscrit a la llinda "Anton Garet, 1828" i en un altre llinda hi trobem la data de 1711. L'edifici és envoltat per un petit mur de pedra que conforma una lliça. A la part lateral dreta hi ha un annex.